# 新井康之 (宮代町長)
新井 康之（あらい やすゆき、1957年4月20日 - ）は、日本の政治家。埼玉県宮代町長（2期）。

## 来歴
埼玉県宮代町字百間に生まれる。宮代町立東小学校、宮代町立百間中学校卒業。1976年（昭和51年）3月、埼玉県立大宮高等学校卒業。1979年（昭和54年）3月、千代田テレビ電子学校卒業。1980年（昭和55年）8月まで東京サウンドプロダクション（テレビ朝日の音響効果部門）にて番組制作に関わる。
1980年（昭和55年）9月1日、宮代町役場に入庁。宮代町コミュニティ協議会の設立、町民まつりや楽しい映画を見る会の企画、「新しい村」の開村などに関わった。
2017年（平成29年）7月、町役場を退職。8月1日、任期満了に伴う宮代町長選挙に出馬する意向を表明した。10月1日に行われた町長選挙で現職の榎本和男との一騎打ちを制し、初当選を果たした。10月17日、町長就任。
※当日有権者数：28,665人 最終投票率：47.37%（前回比：＋0.77pts）
| 候補者名 | 年齢 | 所属党派 | 新旧別 | 得票数  | 得票率 | 推薦・支持 |
| -------- | ---- | -------- | ------ | ------- | ------ | ---------- |
| 新井康之 | 60   | 無所属   | 新     | 6,683票 | 51.28% |            |
| 榎本和男 | 71   | 無所属   | 現     | 6,350票 | 48.72% |            |

2021年2月に初当選した同県越生町長の新井康之とは同姓同名であり、これが縁で2022年6月に両町の間で地域活性化の覚書を交わした。2022年6月現在、異なる自治体の首長の氏名が完全な同姓同名なのは、この一例だけだと言う。
2021年10月3日に行われた町長選挙で元町議の浅倉孝郎を破り、再選。
※当日有権者数：28,558人 最終投票率：45.58%（前回比：－1.79pts）
| 候補者名 | 年齢 | 所属党派 | 新旧別 | 得票数  | 得票率 | 推薦・支持 |
| -------- | ---- | -------- | ------ | ------- | ------ | ---------- |
| 新井康之 | 64   | 無所属   | 現     | 7,759票 | 60.57% |            |
| 浅倉孝郎 | 52   | 無所属   | 新     | 5,051票 | 39.43% |            |